# توم براون (لاعب اتحاد الرغبي)
توم براون (بالإنجليزية: Tom Brown)‏ هو لاعب اتحاد الرغبي بريطاني، ولد في 31 مارس 1990.